# Cermoño
Cermoño (oficialmente en asturiano: Cermoñu) es una parroquia y un lugar del concejo español de Salas, en la comunidad autónoma de Asturias.

## Geografía
La parroquia tiene una extensión de 6,97 km².

## Historia
Hacia mediados del siglo XIX, la parroquia, ya por entonces perteneciente al municipio de Salas, tenía contabilizada una población de 626 habitantes. Aparece descrita en el sexto volumen del Diccionario geográfico-estadístico-histórico de España y sus posesiones de Ultramar de Pascual Madoz con las siguientes palabras:

CERMOÑO (Sta. Maria): felig. en la prov. y dióc. de Oviedo (7 leg.), part. jud. de Belmonte (3), ayunt. de Salas (1): sit. á la izq. del r. Narcea con buena ventilacion y clima saludable. Tiene mas de 70 casas repartidas en el l. de su nombre y en los de Ballota, Balbona, Borredas, Nova y Nadera. La igl. parr. dedicada á Ntra. Sra. es aneja de la de Sta. Maria de Ovanes. Confina el térm. con el de la matriz y las felig. de Godan, Cornellana y Santullano. El terreno en lo general es montuoso y abundante de aguas puras y saludables, que sirven para beber y otros usos. Los caminos son locales y malos. prod.: cereales, legumbres, hotaliza, maderas y pastos, con los cuales mantiene ganado vacuno, de cerda, mular, lanar y cabrio. pobl.: 77 vec., 492 alm. contr.: con su ayunt. (V.)
(Madoz, 1847, pp. 331-332)

## Geografía humana

### Organización territorial
La entidad colectiva de población de Bodenaya está compuesta por las siguientes entidades singulares:
- Ballota (Vallouta)[1]
- Borreras
- Cermoño (Cermoñu)[1]
- Cortes
- Nava
- Ovanes (Oubanes)[1]
- La Planadera
- Valbona

### Demografía
En 2023, la entidad colectiva de población de Cermoño tenía empadronados 108 habitantes, mientras que la entidad singular de población de ese nombre tenía 35, todos ellos en diseminado.

## Patrimonio
Hay una iglesia de Santa María.